# Jacques Bichet
Pour les articles homonymes, voir Bichet.
Jacques Bichet, né le 28 mars 1931 à Besançon (Doubs) et mort le 20 mars 2023 à Aix-en-Provence, est un homme politique français.

## Détail des fonctions et des mandats
Mandat local
- 1979 - 1998 : Conseiller général du canton de Belfort-Est

Mandat parlementaire
- 16 mars 1986 - 14 mai 1988 : Député du Territoire de Belfort